# Давидович, Александр (борец)
Александр Давидович (ивр. אלכסנדר דוידוביץ‎; род. 11 августа 1967, Харьков) — израильский борец греко-римского стиля, участник летних Олимпийских игр 1992 года.

## Спортивная карьера
Является уроженцем Харькова, он эмигрировал в Израиль в 1991 году. В июле 1992 года на Олимпиаде в Барселоне в первом раунде проиграл Сергею Мартынову из Объединенной команды, во втором раунде проиграл японцу Шигеки Нисигучи и завершил выступления на турнире. 

## Спортивные результаты
- Чемпионат Европы по борьбе 1992 — 4;
- Олимпийские игры 1992 — 11;
- Чемпионат Европы по борьбе 1994 — 8;
- Чемпионат мира по борьбе 1994 — 18;
- Чемпионат Европы по борьбе 1995 — 14;